# Seven de la República 2013
El Seven de la República de 2013 fue la trigésima edición del torneo de rugby 7 de fin de temporada para uniones regionales afiliadas a la Unión Argentina de Rugby y la vigésimo-cuarta en ser organizada en la ciudad de Paraná, Entre Ríos. Se llevó a cabo el 13 y 14 de diciembre de 2013 en El Plumazo, sede del Club Atlético Estudiantes.
A partir de esta edición se introdujo un cambio significativo en la forma de disputa del torneo: los equipos participantes fueron divididos en una Zona Campeonato y una Zona Ascenso. Los equipos fueron ubicados según su clasificación final obtenida durante el Seven de la República 2012 e implementando un sistema de ascenso y descenso.
La Unión de Rugby de Buenos Aires consiguió su décimo-tercer campeonato y el segundo de forma consecutiva al derrotar 28-7 en la final a la Unión de Rugby de Salta. El plantel de las Águilas 7s contó con jugadores como Santiago Cordero, Bautista Ezcurra, Franco Sábato y Bautista Güemes, que anotó un try y cuatro conversiones en la final y fue elegido como el mejor jugador del torneo. Mar del Plata y Tucumán se quedaron con la Copa de Plata y la Copa de Bronce, respectivamente, mientras que la Zona Ascenso fue ganada por Lagos del Sur. El torneo femenino fue ganado por Argentina.
Por primera vez desde el Seven de la República 1990, ningún equipo nacional de Sudamérica participó del torneo. La ausencia se debió a un conflicto de fechas entre el torneo y el Circuito Sudamericano de Seven 2013-14, un nuevo torneo creado por la Confederación Sudamericana de Rugby con el objetivo de desarrollar la modalidad con vistas a los Juegos Olímpicos de Río de Janeiro 2016.

## Equipos participantes
Participaron del torneo las selecciones de veinticuatro uniones provinciales de Argentina: dieciséis en la Zona Campeonato y ocho en la Zona Ascenso. 
| División                   | Equipo              | Unión                                                |
| -------------------------- | ------------------- | ---------------------------------------------------- |
| Zona Campeonato 16 equipos | Buenos Aires        | Unión de Rugby de Buenos Aires                       |
| Zona Campeonato 16 equipos | Chubut              | Unión de Rugby del Valle de Chubut                   |
| Zona Campeonato 16 equipos | Córdoba             | Unión Cordobesa de Rugby                             |
| Zona Campeonato 16 equipos | Cuyo                | Unión de Rugby de Cuyo                               |
| Zona Campeonato 16 equipos | Entre Ríos          | Unión Entrerriana de Rugby                           |
| Zona Campeonato 16 equipos | Jujuy               | Unión Jujeña de Rugby                                |
| Zona Campeonato 16 equipos | Mar del Plata       | Unión de Rugby de Mar del Plata                      |
| Zona Campeonato 16 equipos | Nordeste            | Unión de Rugby del Nordeste                          |
| Zona Campeonato 16 equipos | Rosario             | Unión de Rugby de Rosario                            |
| Zona Campeonato 16 equipos | Salta               | Unión de Rugby de Salta                              |
| Zona Campeonato 16 equipos | San Juan            | Unión Sanjuanina de Rugby                            |
| Zona Campeonato 16 equipos | Santa Fe            | Unión Santafesina de Rugby                           |
| Zona Campeonato 16 equipos | Santiago del Estero | Unión Santiagueña de Rugby                           |
| Zona Campeonato 16 equipos | Sur                 | Unión de Rugby del Sur                               |
| Zona Campeonato 16 equipos | Tierra del Fuego    | Unión de Rugby de Tierra del Fuego                   |
| Zona Campeonato 16 equipos | Tucumán             | Unión de Rugby de Tucumán                            |
| Zona Ascenso 8 equipos     | Alto Valle          | Unión de Rugby del Alto Valle de Río Negro y Neuquén |
| Zona Ascenso 8 equipos     | Andina              | Unión Andina de Rugby                                |
| Zona Ascenso 8 equipos     | Austral             | Unión de Rugby Austral                               |
| Zona Ascenso 8 equipos     | Formosa             | Unión de Rugby de Formosa                            |
| Zona Ascenso 8 equipos     | Lagos del Sur       | Unión de Rugby de los Lagos del Sur                  |
| Zona Ascenso 8 equipos     | Misiones            | Unión de Rugby de Misiones                           |
| Zona Ascenso 8 equipos     | Oeste               | Unión de Rugby del Oeste de Buenos Aires             |
| Zona Ascenso 8 equipos     | San Luis            | Unión Santafesina de Rugby                           |

Los mejores dieciséis equipos del Seven de la República 2012 clasificaron a la Zona Campeonato de esta edición. La Unión Jujeña de Rugby clasificó a pesar de haber clasificado 19.° en 2012 debido a las ausencias de Uruguay, Paraguay y Chile, que habían finalizado en los puestos 14.°, 17.° y 18.°, respectivamente. 

## Formato
Los veinticuatro equipos fueron divididos en dos categorías: Zona Campeonato (dieciséis equipos) y Zona Ascenso (ocho equipos). Ambas zonas se dividieron en grupos que se resolvieron con el sistema de todos contra todos a una sola ronda; la victoria otorgando 2 puntos, el empate 1 y la derrota 0 puntos. Todos los grupos fueron organizados de acuerdo a la posición final que cada equipo obtuvo en la edición anterior.
Zona Campeonato
La Zona Campeonato estuvo compuesta por cuatro grupos de cuatro equipos cada uno. Una vez resueltos los grupos, todos los equipos clasificaron a llaves finales (disputadas a eliminación directa) dependiendo de su posición: los dos mejores equipos de cada grupo clasificaron a los cuartos de final de la Copas de Oro, mientras que los 3.° y 4.° clasificaron a los cuartos de final de la Copa de Bronce. 
Los equipos eliminados en cuartos de final de la Copa de Oro clasificaron a las semifinales de la Copa de Plata, mientras que los eliminados en cuartos de final de la Copa de Bronce clasificaron a las semifinales de Posicionamiento. El ganador de la Copa de Oro es considerado el campeón de la temporada, mientras que el peor clasificado en la llave de Posicionamiento desciende a la Zona Ascenso de la siguiente temporada.
Zona Ascenso
La Zona Ascenso estuvo compuesta por dos grupos de cuatro equipos cada uno. Todos los equipos de la Zona Ascenso clasificaron a los cuartos de final de Ascenso, las posiciones en la fase de grupos sólo definieron las llaves: el 1.° de una zona con el 4.° de la otra, el 2.° con el 3.°, y así sucesivamente. A partir de cuartos, todos los partidos fueron a eliminación directa y el ganador de la final es el campeón de la Zona Ascenso  y asciende a la Zona Campeonato de la siguiente temporada.

## Zona Campeonato

### Zona 1
| Pos. | Equipos      | Partidos | Partidos | Partidos | Tantos | Tantos | Tantos | Pts. |
| Pos. | Equipos      | G        | E        | P        | PF     | PC     | DP     | Pts. |
| ---- | ------------ | -------- | -------- | -------- | ------ | ------ | ------ | ---- |
| 1.°  | Buenos Aires | 3        | 0        | 0        | 97     | 17     | +80    | 6    |
| 2.°  | Córdoba      | 2        | 0        | 1        | 107    | 24     | +83    | 4    |
| 3.°  | Nordeste     | 1        | 0        | 2        | 38     | 65     | -27    | 2    |
| 4.°  | Jujuy        | 0        | 0        | 3        | 5      | 141    | -136   | 0    |

|  | Clasifica a Copa de Oro.    |
|  | Clasifica a Copa de Bronce. |

| 13 de diciembre | Buenos Aires | 46 - 0          | Jujuy | CA Estudiantes, Paraná |  |
|                 |              | p.21-23 Reporte |       |                        |  |

| 13 de diciembre | Nordeste | 0 - 33          | Córdoba | CA Estudiantes, Paraná |  |
|                 |          | p.21-23 Reporte |         |                        |  |

| 13 de diciembre | Nordeste | 38 - 5          | Jujuy | CA Estudiantes, Paraná |  |
|                 |          | p.21-23 Reporte |       |                        |  |

| 13 de diciembre | Buenos Aires | 24 - 17         | Córdoba | CA Estudiantes, Paraná |  |
|                 |              | p.21-23 Reporte |         |                        |  |

| 13 de diciembre | Buenos Aires | 27 - 0          | Nordeste | CA Estudiantes, Paraná |  |
|                 |              | p.21-23 Reporte |          |                        |  |

| 13 de diciembre | Córdoba | 57 - 0          | Jujuy | CA Estudiantes, Paraná |  |
|                 |         | p.21-23 Reporte |       |                        |  |

### Zona 2
| Pos. | Equipos       | Partidos | Partidos | Partidos | Tantos | Tantos | Tantos | Pts. |
| Pos. | Equipos       | G        | E        | P        | PF     | PC     | DP     | Pts. |
| ---- | ------------- | -------- | -------- | -------- | ------ | ------ | ------ | ---- |
| 1.°  | Entre Ríos    | 2        | 1        | 0        | 62     | 38     | +24    | 5    |
| 2.°  | Mar del Plata | 1        | 1        | 1        | 42     | 45     | -3     | 3    |
| 3.°  | Cuyo          | 1        | 1        | 1        | 59     | 59     | +0     | 3    |
| 4.°  | Chubut        | 0        | 1        | 2        | 31     | 52     | -21    | 1    |

|  | Clasifica a Copa de Oro.    |
|  | Clasifica a Copa de Bronce. |

| 13 de diciembre | Chubut | 19 - 21         | Cuyo | CA Estudiantes, Paraná |  |
|                 |        | p.21-23 Reporte |      |                        |  |

| 13 de diciembre | Entre Ríos | 19 - 14         | Mar del Plata | CA Estudiantes, Paraná |  |
|                 |            | p.21-23 Reporte |               |                        |  |

| 13 de diciembre | Chubut | 7 - 7           | Mar del Plata | CA Estudiantes, Paraná |  |
|                 |        | p.21-23 Reporte |               |                        |  |

| 13 de diciembre | Entre Ríos | 19 - 19         | Cuyo | CA Estudiantes, Paraná |  |
|                 |            | p.21-23 Reporte |      |                        |  |

| 13 de diciembre | Entre Ríos | 24 - 5          | Chubut | CA Estudiantes, Paraná |  |
|                 |            | p.21-23 Reporte |        |                        |  |

| 13 de diciembre | Cuyo | 19 - 21         | Mar del Plata | CA Estudiantes, Paraná |  |
|                 |      | p.21-23 Reporte |               |                        |  |

### Zona 3
| Pos | Equipos          | Partidos | Partidos | Partidos | Tantos | Tantos | Tantos | Pts |
| Pos | Equipos          | G        | E        | P        | PF     | PC     | DP     | Pts |
| --- | ---------------- | -------- | -------- | -------- | ------ | ------ | ------ | --- |
| 1.° | Rosario          | 3        | 0        | 0        | 46     | 17     | +29    | 6   |
| 2.° | Santa Fe         | 1        | 0        | 2        | 38     | 41     | -3     | 4   |
| 3.° | Tucumán          | 1        | 0        | 2        | 31     | 26     | +5     | 2   |
| 4.° | Tierra del Fuego | 1        | 0        | 2        | 36     | 67     | -31    | 0   |

|  | Clasifica a Copa de Oro.    |
|  | Clasifica a Copa de Bronce. |

| 13 de diciembre | Tucumán | 26 - 0          | Tierra del Fuego | CA Estudiantes, Paraná |  |
|                 |         | p.21-23 Reporte |                  |                        |  |

| 13 de diciembre | Santa Fe | 5 - 12          | Rosario | CA Estudiantes, Paraná |  |
|                 |          | p.21-23 Reporte |         |                        |  |

| 13 de diciembre | Tucumán | 5 - 7           | Rosario | CA Estudiantes, Paraná |  |
|                 |         | p.21-23 Reporte |         |                        |  |

| 13 de diciembre | Santa Fe | 14 - 29         | Tierra del Fuego | CA Estudiantes, Paraná |  |
|                 |          | p.21-23 Reporte |                  |                        |  |

| 13 de diciembre | Tucumán | 0 - 19          | Santa Fe | CA Estudiantes, Paraná |  |
|                 |         | p.21-23 Reporte |          |                        |  |

| 13 de diciembre | Rosario | 27 - 7          | Tierra del Fuego | CA Estudiantes, Paraná |  |
|                 |         | p.21-23 Reporte |                  |                        |  |

### Zona 4
| Pos. | Equipos         | Partidos | Partidos | Partidos | Tantos | Tantos | Tantos | Pts. |
| Pos. | Equipos         | G        | E        | P        | PF     | PC     | DP     | Pts. |
| ---- | --------------- | -------- | -------- | -------- | ------ | ------ | ------ | ---- |
| 1.°  | Salta           | 3        | 0        | 0        | 111    | 5      | +106   | 6    |
| 2.°  | Sgo. del Estero | 2        | 0        | 1        | 43     | 45     | -2     | 4    |
| 3.°  | San Juan        | 1        | 0        | 2        | 28     | 71     | -43    | 2    |
| 4.°  | Sur             | 0        | 0        | 3        | 17     | 78     | -61    | 0    |

|  | Clasifica a Copa de Oro.    |
|  | Clasifica a Copa de Bronce. |

| 13 de diciembre | Salta | 52 - 5          | Sur | CA Estudiantes, Paraná |  |
|                 |       | p.21-23 Reporte |     |                        |  |

| 13 de diciembre | Sgo. del Estero | 31 - 14         | San Juan | CA Estudiantes, Paraná |  |
|                 |                 | p.21-23 Reporte |          |                        |  |

| 13 de diciembre | Salta | 33 - 0          | San Juan | CA Estudiantes, Paraná |  |
|                 |       | p.21-23 Reporte |          |                        |  |

| 13 de diciembre | Sgo. del Estero | 12 - 5          | Sur | CA Estudiantes, Paraná |  |
|                 |                 | p.21-23 Reporte |     |                        |  |

| 13 de diciembre | Salta | 26 - 0          | Sgo. del Estero | CA Estudiantes, Paraná |  |
|                 |       | p.21-23 Reporte |                 |                        |  |

| 13 de diciembre | San Juan | 14 - 7          | Sur | CA Estudiantes, Paraná |  |
|                 |          | p.21-23 Reporte |     |                        |  |

## Zona Ascenso

### Zona 5
| Pos. | Equipos       | Partidos | Partidos | Partidos | Tantos | Tantos | Tantos | Pts. |
| Pos. | Equipos       | G        | E        | P        | PF     | PC     | DP     | Pts. |
| ---- | ------------- | -------- | -------- | -------- | ------ | ------ | ------ | ---- |
| 1.°  | Lagos del Sur | 2        | 0        | 1        | 53     | 29     | +24    | 4    |
| 2.°  | Oeste         | 1        | 1        | 1        | 50     | 57     | -7     | 3    |
| 3.°  | Misiones      | 1        | 1        | 1        | 36     | 31     | +5     | 3    |
| 4.°  | Austral       | 1        | 0        | 2        | 36     | 58     | -22    | 2    |

| 13 de diciembre | Lagos del Sur | 29 - 0          | Austral | CA Estudiantes, Paraná |  |
|                 |               | p.21-23 Reporte |         |                        |  |

| 13 de diciembre | Misiones | 14 - 14         | Oeste | CA Estudiantes, Paraná |  |
|                 |          | p.21-23 Reporte |       |                        |  |

| 13 de diciembre | Lagos del Sur | 24 - 12         | Oeste | CA Estudiantes, Paraná |  |
|                 |               | p.21-23 Reporte |       |                        |  |

| 13 de diciembre | Misiones | 5 - 17          | Austral | CA Estudiantes, Paraná |  |
|                 |          | p.21-23 Reporte |         |                        |  |

| 13 de diciembre | Lagos del Sur | 0 - 17          | Misiones | CA Estudiantes, Paraná |  |
|                 |               | p.21-23 Reporte |          |                        |  |

| 13 de diciembre | Oeste | 24 - 19         | Austral | CA Estudiantes, Paraná |  |
|                 |       | p.21-23 Reporte |         |                        |  |

### Zona 6
| Pos. | Equipos    | Partidos | Partidos | Partidos | Tantos | Tantos | Tantos | Pts. |
| Pos. | Equipos    | G        | E        | P        | PF     | PC     | DP     | Pts. |
| ---- | ---------- | -------- | -------- | -------- | ------ | ------ | ------ | ---- |
| 1.°  | Formosa    | 3        | 0        | 0        | 81     | 31     | +50    | 6    |
| 2.°  | Alto Valle | 2        | 0        | 1        | 55     | 40     | +15    | 4    |
| 3.°  | Andina     | 1        | 0        | 2        | 41     | 50     | -9     | 2    |
| 4.°  | San Luis   | 0        | 0        | 3        | 19     | 75     | -56    | 0    |

| 13 de diciembre | San Luis | 7 - 24          | Alto Valle | CA Estudiantes, Paraná |  |
|                 |          | p.21-23 Reporte |            |                        |  |

| 13 de diciembre | Andina | 12 - 26         | Formosa | CA Estudiantes, Paraná |  |
|                 |        | p.21-23 Reporte |         |                        |  |

| 13 de diciembre | San Luis | 0 - 27          | Formosa | CA Estudiantes, Paraná |  |
|                 |          | p.21-23 Reporte |         |                        |  |

| 13 de diciembre | Andina | 5 - 12          | Alto Valle | CA Estudiantes, Paraná |  |
|                 |        | p.21-23 Reporte |            |                        |  |

| 13 de diciembre | San Luis | 12 - 24         | Andina | CA Estudiantes, Paraná |  |
|                 |          | p.21-23 Reporte |        |                        |  |

| 13 de diciembre | Formosa | 28 - 19         | Alto Valle | CA Estudiantes, Paraná |  |
|                 |         | p.21-23 Reporte |            |                        |  |

## Fase final

### Copa de Oro
|  | Cuartos de final    | Cuartos de final    | Cuartos de final |            |              | Semifinales  | Semifinales | Semifinales |  |              | Final Oro    | Final Oro | Final Oro |  |
|  |                     |                     |                  |            |              |              |             |             |  |              |              |           |           |  |
|  |                     |                     |                  |            |              |              |             |             |  |              |              |           |           |  |
|  | Buenos Aires        | Buenos Aires        | 28               |            |              |              |             |             |  |              |              |           |           |  |
|  | Buenos Aires        | Buenos Aires        | 28               |            |              |              |             |             |  |              |              |           |           |  |
|  | Santiago del Estero | Santiago del Estero | 0                |            |              |              |             |             |  |              |              |           |           |  |
|  | Santiago del Estero | Santiago del Estero | 0                |            | Buenos Aires | Buenos Aires | 14          |             |  |              |              |           |           |  |
|  |                     |                     |                  |            | Buenos Aires | Buenos Aires | 14          |             |  |              |              |           |           |  |
|  |                     |                     | Entre Ríos       | Entre Ríos | 14           |              |             |             |  |              |              |           |           |  |
|  | Entre Ríos          | Entre Ríos          | Entre Ríos       | Entre Ríos | 14           | 19           |             |             |  |              |              |           |           |  |
|  | Entre Ríos          | Entre Ríos          |                  |            |              |              |             |             |  |              |              |           |           |  |
|  | Santa Fe            | Santa Fe            | 15               |            |              |              |             |             |  |              |              |           |           |  |
|  | Santa Fe            | Santa Fe            | 15               |            |              |              |             |             |  | Buenos Aires | Buenos Aires | 28        |           |  |
|  |                     |                     |                  |            |              |              |             |             |  | Buenos Aires | Buenos Aires | 28        |           |  |
|  |                     |                     | Salta            | Salta      | 7            |              |             |             |  |              |              |           |           |  |
|  | Rosario             | Rosario             | Salta            | Salta      | 7            | 28           |             |             |  |              |              |           |           |  |
|  | Rosario             | Rosario             |                  |            |              |              |             |             |  |              |              |           |           |  |
|  | Mar del Plata       | Mar del Plata       | 10               |            |              |              |             |             |  |              |              |           |           |  |
|  | Mar del Plata       | Mar del Plata       | 10               |            | Rosario      | Rosario      | 7           |             |  |              |              |           |           |  |
|  |                     |                     |                  |            | Rosario      | Rosario      | 7           |             |  |              |              |           |           |  |
|  |                     |                     | Salta            | Salta      | 12           |              |             |             |  |              |              |           |           |  |
|  | Salta               | Salta               | Salta            | Salta      | 12           | 17           |             |             |  |              |              |           |           |  |
|  | Salta               | Salta               |                  |            |              |              |             |             |  |              |              |           |           |  |
|  | Córdoba             | Córdoba             | 7                |            |              |              |             |             |  |              |              |           |           |  |
|  | Córdoba             | Córdoba             | 7                |            |              |              |             |             |  |              |              |           |           |  |
|  |                     |                     |                  |            |              |              |             |             |  |              |              |           |           |  |

Al estar igualados en seis criterios (tries, drops, penales, conversiones y tarjetas), Buenos Aires se quedó con las semifinales ante Entre Ríos por haber marcado el primer try del encuentro.

#### Copa de Plata
|  | Semifinales         | Semifinales         | Semifinales   |               |                     | Final Plata         | Final Plata | Final Plata |  |
|  |                     |                     |               |               |                     |                     |             |             |  |
|  |                     |                     |               |               |                     |                     |             |             |  |
|  | Santiago del Estero | Santiago del Estero | 19            |               |                     |                     |             |             |  |
|  | Santiago del Estero | Santiago del Estero | 19            |               |                     |                     |             |             |  |
|  | Santa Fe            | Santa Fe            | 12            |               |                     |                     |             |             |  |
|  | Santa Fe            | Santa Fe            | 12            |               | Santiago del Estero | Santiago del Estero | 7           |             |  |
|  |                     |                     |               |               | Santiago del Estero | Santiago del Estero | 7           |             |  |
|  |                     |                     | Mar del Plata | Mar del Plata | 12                  |                     |             |             |  |
|  | Mar del Plata       | Mar del Plata       | Mar del Plata | Mar del Plata | 12                  | 21                  |             |             |  |
|  | Mar del Plata       | Mar del Plata       |               |               |                     | 21                  |             |             |  |
|  | Córdoba             | Córdoba             | 5             |               |                     |                     |             |             |  |
|  | Córdoba             | Córdoba             | 5             |               |                     |                     |             |             |  |
|  |                     |                     |               |               |                     |                     |             |             |  |

### Copa de Bronce
|  | Cuartos de final | Cuartos de final | Cuartos de final |                  |          | Semifinales | Semifinales | Semifinales |  |         | Final Bronce | Final Bronce | Final Bronce |  |
|  |                  |                  |                  |                  |          |             |             |             |  |         |              |              |              |  |
|  |                  |                  |                  |                  |          |             |             |             |  |         |              |              |              |  |
|  | Nordeste         | Nordeste         | 17               |                  |          |             |             |             |  |         |              |              |              |  |
|  | Nordeste         | Nordeste         | 17               |                  |          |             |             |             |  |         |              |              |              |  |
|  | Sur              | Sur              | 0                |                  |          |             |             |             |  |         |              |              |              |  |
|  | Sur              | Sur              | 0                |                  | Nordeste | Nordeste    | 12          |             |  |         |              |              |              |  |
|  |                  |                  |                  |                  | Nordeste | Nordeste    | 12          |             |  |         |              |              |              |  |
|  |                  |                  | Tucumán          | Tucumán          | 19       |             |             |             |  |         |              |              |              |  |
|  | Cuyo             | Cuyo             | Tucumán          | Tucumán          | 19       | 10          |             |             |  |         |              |              |              |  |
|  | Cuyo             | Cuyo             |                  |                  |          |             |             |             |  |         |              |              |              |  |
|  | Tucumán          | Tucumán          | 21               |                  |          |             |             |             |  |         |              |              |              |  |
|  | Tucumán          | Tucumán          | 21               |                  |          |             |             |             |  | Tucumán | Tucumán      | 36           |              |  |
|  |                  |                  |                  |                  |          |             |             |             |  | Tucumán | Tucumán      | 36           |              |  |
|  |                  |                  | Tierra del Fuego | Tierra del Fuego | 0        |             |             |             |  |         |              |              |              |  |
|  | San Juan         | San Juan         | Tierra del Fuego | Tierra del Fuego | 0        | 38          |             |             |  |         |              |              |              |  |
|  | San Juan         | San Juan         |                  |                  |          |             |             |             |  |         |              |              |              |  |
|  | Jujuy            | Jujuy            | 0                |                  |          |             |             |             |  |         |              |              |              |  |
|  | Jujuy            | Jujuy            | 0                |                  | San Juan | San Juan    | 12          |             |  |         |              |              |              |  |
|  |                  |                  |                  |                  | San Juan | San Juan    | 12          |             |  |         |              |              |              |  |
|  |                  |                  | Tierra del Fuego | Tierra del Fuego | 21       |             |             |             |  |         |              |              |              |  |
|  | Tierra del Fuego | Tierra del Fuego | Tierra del Fuego | Tierra del Fuego | 21       | 24          |             |             |  |         |              |              |              |  |
|  | Tierra del Fuego | Tierra del Fuego |                  |                  |          |             |             |             |  |         |              |              |              |  |
|  | Chubut           | Chubut           | 0                |                  |          |             |             |             |  |         |              |              |              |  |
|  | Chubut           | Chubut           | 0                |                  |          |             |             |             |  |         |              |              |              |  |
|  |                  |                  |                  |                  |          |             |             |             |  |         |              |              |              |  |

#### Posicionamiento
|  | Semifinales | Semifinales | Semifinales |        |      | Final Posicionamiento | Final Posicionamiento | Final Posicionamiento |  |
|  |             |             |             |        |      |                       |                       |                       |  |
|  |             |             |             |        |      |                       |                       |                       |  |
|  | Sur         | Sur         | 14          |        |      |                       |                       |                       |  |
|  | Sur         | Sur         | 14          |        |      |                       |                       |                       |  |
|  | Cuyo        | Cuyo        | 19          |        |      |                       |                       |                       |  |
|  | Cuyo        | Cuyo        | 19          |        | Cuyo | Cuyo                  | 33                    |                       |  |
|  |             |             |             |        | Cuyo | Cuyo                  | 33                    |                       |  |
|  |             |             | Chubut      | Chubut | 12   |                       |                       |                       |  |
|  | Jujuy       | Jujuy       | Chubut      | Chubut | 12   | 5                     |                       |                       |  |
|  | Jujuy       | Jujuy       |             |        |      | 5                     |                       |                       |  |
|  | Chubut      | Chubut      | 31          |        |      | Final Descenso        | Final Descenso        | Final Descenso        |  |
|  | Chubut      | Chubut      | 31          |        |      | Final Descenso        | Final Descenso        | Final Descenso        |  |
|  |             |             |             |        |      |                       |                       |                       |  |
|  |             |             |             |        |      | Sur                   | Sur                   | 40                    |  |
|  |             |             |             |        |      | Sur                   | Sur                   | 40                    |  |
|  |             |             |             |        |      | Jujuy                 | Jujuy                 | 0                     |  |
|  |             |             |             |        |      | Jujuy                 | Jujuy                 | 0                     |  |
|  |             |             |             |        |      |                       |                       |                       |  |

### Zona Ascenso
|  | Cuartos de final | Cuartos de final | Cuartos de final |            |               | Semifinales   | Semifinales | Semifinales |  |               | Final Ascenso | Final Ascenso | Final Ascenso |  |
|  |                  |                  |                  |            |               |               |             |             |  |               |               |               |               |  |
|  |                  |                  |                  |            |               |               |             |             |  |               |               |               |               |  |
|  | Lagos del Sur    | Lagos del Sur    | 34               |            |               |               |             |             |  |               |               |               |               |  |
|  | Lagos del Sur    | Lagos del Sur    | 34               |            |               |               |             |             |  |               |               |               |               |  |
|  | San Luis         | San Luis         | 0                |            |               |               |             |             |  |               |               |               |               |  |
|  | San Luis         | San Luis         | 0                |            | Lagos del Sur | Lagos del Sur | 7           |             |  |               |               |               |               |  |
|  |                  |                  |                  |            | Lagos del Sur | Lagos del Sur | 7           |             |  |               |               |               |               |  |
|  |                  |                  | Alto Valle       | Alto Valle | 5             |               |             |             |  |               |               |               |               |  |
|  | Alto Valle       | Alto Valle       | Alto Valle       | Alto Valle | 5             | 24            |             |             |  |               |               |               |               |  |
|  | Alto Valle       | Alto Valle       |                  |            |               |               |             |             |  |               |               |               |               |  |
|  | Misiones         | Misiones         | 5                |            |               |               |             |             |  |               |               |               |               |  |
|  | Misiones         | Misiones         | 5                |            |               |               |             |             |  | Lagos del Sur | Lagos del Sur | 10            |               |  |
|  |                  |                  |                  |            |               |               |             |             |  | Lagos del Sur | Lagos del Sur | 10            |               |  |
|  |                  |                  | Oeste            | Oeste      | 5             |               |             |             |  |               |               |               |               |  |
|  | Formosa          | Formosa          | Oeste            | Oeste      | 5             | 17            |             |             |  |               |               |               |               |  |
|  | Formosa          | Formosa          |                  |            |               |               |             |             |  |               |               |               |               |  |
|  | Austral          | Austral          | 0                |            |               |               |             |             |  |               |               |               |               |  |
|  | Austral          | Austral          | 0                |            | Formosa       | Formosa       | 19          |             |  |               |               |               |               |  |
|  |                  |                  |                  |            | Formosa       | Formosa       | 19          |             |  |               |               |               |               |  |
|  |                  |                  | Oeste            | Oeste      | 21            |               |             |             |  |               |               |               |               |  |
|  | Oeste            | Oeste            | Oeste            | Oeste      | 21            | 33            |             |             |  |               |               |               |               |  |
|  | Oeste            | Oeste            |                  |            |               |               |             |             |  |               |               |               |               |  |
|  | Andina           | Andina           | 14               |            |               |               |             |             |  |               |               |               |               |  |
|  | Andina           | Andina           | 14               |            |               |               |             |             |  |               |               |               |               |  |
|  |                  |                  |                  |            |               |               |             |             |  |               |               |               |               |  |

## Tabla de posiciones
Las posiciones finales al terminar el campeonato:
| 1.°  | Buenos Aires     | 5 | 1 | 0 | 167 | 38  | +129 |
| 2.°  | Salta            | 5 | 0 | 1 | 147 | 47  | +100 |
| 3.°  | Entre Ríos       | 3 | 2 | 0 | 95  | 67  | +28  |
| 4.°  | Rosario          | 4 | 0 | 1 | 81  | 39  | +42  |
| 5.°  | Mar del Plata    | 3 | 1 | 2 | 85  | 85  | +0   |
| 6.°  | Sgo. del Estero  | 3 | 0 | 3 | 69  | 97  | -28  |
| 7.°  | Córdoba          | 2 | 0 | 3 | 119 | 62  | +57  |
| 8.°  | Santa Fe         | 1 | 0 | 4 | 65  | 79  | -14  |
| 9.°  | Tucumán          | 4 | 0 | 2 | 107 | 48  | +59  |
| 10.° | Tierra del Fuego | 3 | 0 | 3 | 81  | 115 | -34  |
| 11.° | Nordeste         | 2 | 0 | 3 | 67  | 84  | -17  |
| 12.° | San Juan         | 2 | 0 | 3 | 78  | 92  | -14  |
| 13.° | Cuyo             | 3 | 1 | 2 | 121 | 106 | +15  |
| 14.° | Chubut           | 1 | 1 | 4 | 74  | 114 | -40  |
| 15.° | Sur              | 1 | 0 | 5 | 71  | 114 | -43  |
| 16.° | Lagos del Sur    | 5 | 0 | 1 | 104 | 39  | +65  |
| 17.° | Jujuy            | 0 | 0 | 6 | 10  | 250 | -240 |
| 18.° | Oeste            | 3 | 1 | 2 | 109 | 100 | +9   |
| 19.° | Alto Valle       | 3 | 0 | 2 | 84  | 52  | +32  |
| 20.° | Formosa          | 4 | 0 | 1 | 117 | 52  | +65  |
| 21.° | San Luis         | 0 | 0 | 4 | 19  | 109 | -90  |
| 22.° | Andina           | 1 | 0 | 3 | 55  | 83  | -28  |
| 23.° | Misiones         | 1 | 1 | 2 | 41  | 55  | -14  |
| 24.° | Austral          | 1 | 0 | 3 | 36  | 75  | -39  |

|  | Campeón Copa de Oro.                                       |
|  | Campeón Copa de Plata.                                     |
|  | Campeón Copa de Bronce.                                    |
|  | Ganador Posicionamiento.                                   |
|  | Desciende a Zona Ascenso 2014.                             |
|  | Campeón de Zona Ascenso y asciende a Zona Campeonato 2014. |

|                      |
| Buenos Aires Campeón |
| Décimo-tercer título |